# Чемпіонат Європи з водних видів спорту 2012
XXXI чемпіонат Європи з водних видів спорту відбувся в Дебрецені (Угорщина) та Ейндговені (Нідерланди).
Спочатку чемпіонат мав відбутися у Відні (Австрія). Через кризу Австрія відмовилася від проведення чемпіонату, і його передали Антверпену (Бельгія) та Ейндговену (Нідерланди). Але й ці країни мали фінансові проблеми. У лютому 2012 року ухвалено рішення про проведення чемпіонату в Лондоні (Велика Британія). І лише незадовго до його початку остаточно визначено, що він відбудеться в Дебрецені (Угорщина) та Ейндговені (Нідерланди).

## Розклад
Строки проведення змагань:
- Плавання: 21–27 травня (Дебрецен)
- Стрибки у воду: 15–20 травня (Ейндговен)
- Синхронне плавання: 23–27 травня (Ейндговен)
- Водне поло: 16–29 січня (Ейндговен)

## Таблиця медалей
*   Країна-господарка ( Угорщина)
| Місце               | Країна              | Золото | Срібло | Бронза | Загалом |
| ------------------- | ------------------- | ------ | ------ | ------ | ------- |
| 1                   | Угорщина*           | 9      | 10     | 7      | 26      |
| 2                   | Німеччина           | 9      | 9      | 6      | 24      |
| 3                   | Італія              | 7      | 10     | 6      | 23      |
| 4                   | Франція             | 6      | 4      | 4      | 14      |
| 5                   | Іспанія             | 5      | 3      | 3      | 11      |
| 6                   | Швеція              | 4      | 4      | 2      | 10      |
| 7                   | Росія               | 3      | 4      | 5      | 12      |
| 8                   | Україна             | 2      | 6      | 7      | 15      |
| 9                   | Велика Британія     | 2      | 2      | 0      | 4       |
| 10                  | Норвегія            | 2      | 0      | 1      | 3       |
| 11                  | Греція              | 1      | 0      | 5      | 6       |
| 12                  | Ізраїль             | 1      | 0      | 4      | 5       |
| 13                  | Чехія               | 1      | 0      | 2      | 3       |
| 14                  | Словенія            | 1      | 0      | 1      | 2       |
| 15                  | Польща              | 1      | 0      | 0      | 1       |
| 15                  | Сербія              | 1      | 0      | 0      | 1       |
| 17                  | Ірландія            | 0      | 1      | 0      | 1       |
| 17                  | Естонія             | 0      | 1      | 0      | 1       |
| 17                  | Нідерланди          | 0      | 1      | 0      | 1       |
| 17                  | Хорватія            | 0      | 1      | 0      | 1       |
| 21                  | Австрія             | 0      | 0      | 1      | 1       |
| 21                  | Білорусь            | 0      | 0      | 1      | 1       |
| 21                  | Румунія             | 0      | 0      | 1      | 1       |
| Загалом (23 збірні) | Загалом (23 збірні) | 55     | 56     | 56     | 167     |

## Плавання

### Результати

#### Чоловіки
| Дисципліна                      | Золото | Золото   | Срібло | Срібло   | Бронза | Бронза   |
| ------------------------------- | --- | -------- | --- | -------- | --- | -------- |
| 50 м вільним стилем             | Фредерік Буске Франція                                                                                          | 21.80    | Стефан Нюстранд Швеція                                                                                          | 22.04    | Андрій Говоров Україна                                                                                     | 22.18    |
| 100 м вільним стилем            | Філіппо Маньїні Італія                                                                                          | 48.77    | Ален Бернар Франція                                                                                             | 48.95    | Норберт Трандафір Румунія                                                                                  | 49.13    |
| 200 м вільним стилем            | Пауль Бідерманн Німеччина                                                                                       | 1:46.27  | Аморі Лево Франція                                                                                              | 1:47.69  | Домінік Козма Угорщина                                                                                     | 1:47.72  |
| 400 м вільним стилем            | Пауль Бідерманн Німеччина                                                                                       | 3:47.84  | Гердьо Кіш Угорщина                                                                                             | 3:48.09  | Самуель Піццетті Італія                                                                                    | 3:48.66  |
| 800 м вільним стилем            | Гердьо Кіш Угорщина                                                                                             | 7:49.46  | Грегоріо Пальтріньєрі Італія                                                                                    | 7:52.23  | Сергій Фролов Україна                                                                                      | 7:52.81  |
| 1500 м вільним стилем           | Грегоріо Пальтріньєрі Італія                                                                                    | 14:48.92 | Гердьо Кіш Угорщина                                                                                             | 14:58.15 | Гергелі Дьюрта Угорщина                                                                                    | 15:04.38 |
|                                 | |          | |          | |          |
| 50 м на спині                   | Йонатан Копелев Ізраїль                                                                                         | 24.73    | Мірко ді Тора Італія                                                                                            | 24.95    | Гай Барнеа Ізраїль Річард Бохуш Угорщина Доріан Ганден Франція                                             | 25.14    |
| 100 м на спині                  | Арістеїдіс Грігоріадіс Греція                                                                                   | 53.86    | Хельге Меув Німеччина                                                                                           | 54.06    | Яків Тумаркін Ізраїль                                                                                      | 54.14    |
| 200 м на спині                  | Радослав Кавенцький Польща                                                                                      | 1:55.28  | Петер Бернек Угорщина                                                                                           | 1:55.88  | Яків Тумаркін Ізраїль                                                                                      | 1:57.35  |
|                                 | |          | |          | |          |
| 50 м брасом                     | Дамір Дугонджич Словенія                                                                                        | 27.32    | Фабіо Скоццолі Італія                                                                                           | 27.49    | Панайотіс Самілідіс Греція                                                                                 | 27.64    |
| 100 м брасом                    | Фабіо Скоццолі Італія                                                                                           | 1:00.55  | Димо Валерій Володимирович Україна                                                                              | 1:00.68  | Маттія Пеше Італія                                                                                         | 1:00.93  |
| 200 м брасом                    | Даніел Дьюрта Угорщина                                                                                          | 2:08.60  | Марко Кох Німеччина                                                                                             | 2:09.26  | Панайотіс Самілідіс Греція                                                                                 | 2:09.72  |
|                                 | |          | |          | |          |
| 50 м батерфляєм                 | Рафаель Муньйос Іспанія                                                                                         | 23.16    | Фредерік Буске Франція                                                                                          | 23.30    | Євген Цуркін Білорусь                                                                                      | 23.37    |
| 100 м батерфляєм                | Милорад Чавич Сербія                                                                                            | 51.45    | Ласло Чех Угорщина                                                                                              | 51.77    | Маттео Ріволта Італія                                                                                      | 52.40    |
| 200 м батерфляєм                | Ласло Чех Угорщина                                                                                              | 1:54.95  | Бенце Біцо Угорщина                                                                                             | 1:55.85  | Іоанніс Дрімонакос Греція                                                                                  | 1:56.48  |
|                                 | |          | |          | |          |
| 200 м комплексом                | Ласло Чех Угорщина                                                                                              | 1:56.66  | Джеймс Годдард Велика Британія                                                                                  | 1:57.84  | Маркус Роган Австрія                                                                                       | 1:59.39  |
| 400 м комплексом                | Ласло Чех Угорщина                                                                                              | 4:12.17  | Давид Веррасто Угорщина                                                                                         | 4:14.23  | Іоанніс Дрімонакос Греція                                                                                  | 4:14.41  |
|                                 | |          | |          | |          |
| Естафета 4×100 м вільним стилем | Франція Аморі Лево (48.59) Ален Бернар (48.29) Фредерік Буске (48.40) Жеремі Страв'юс (48.27)                   | 3:13.55  | Італія Андреа Ролла (49.48) Марко Орсі (48.15) Мікеле Сантуччі (49.11) Філіппо Маньїні (47.97)                  | 3:14.71  | Росія Віталій Сирников (49.48) Олег Тихобаєв (48.01) Микита Коновалов (48.39) В'ячеслав Андрусенко (49.25) | 3:15.13  |
| Естафета 4×200 м вільним стилем | Німеччина Пауль Бідерманн (1:46.70) Дімітрі Колупаєв (1:47.41) Клеменс Рапп (1:47.90) Тім Валльбургер (1:47.16) | 7:09.17  | Італія Джанлука Малья (1:48.58) Ріккардо Маестрі (1:47.87) Самуель Піццетті (1:48.26) Філіппо Маньїні (1:48.41) | 7:13.10  | Угорщина Домінік Козма (1:48.31) Гердьо Кіш (1:47.60) Петер Бернек (1:49.46) Ласло Чех (1:48.23)           | 7:13.60  |
|                                 | |          | |          | |          |
| Естафета 4×100 м комплексом     | Італія Мірко ді Тора (54.40) Фабіо Скоццолі (59.38) Маттео Ріволта (51.24) Філіппо Маньїні (47.78)              | 3:32.80  | Німеччина Хельге Меув (54.52) Крістіан фон Лем (1:00.21) Штеффен Дайблер (51.74) Марко ді Карлі (47.94)         | 3:34.41  | Угорщина Петер Бернек (54.79) Даніел Дьюрта (59.33) Ласло Чех (51.88) Домінік Козма (48.57)                | 3:34.57  |

#### Жінки
| Дисципліна                      | Золото | Золото     | Срібло | Срібло   | Бронза | Бронза     |
| ------------------------------- | --- | ---------- | --- | -------- | --- | ---------- |
| 50 м вільним стилем             | Брітта Штеффен Німеччина                                                                                  | 24.37      | Гінкелін Схредер Нідерланди                                                                                | 24.78    | Нері Нянгкуара Греція                                                                                       | 24.93      |
| 100 м вільним стилем            | Сара Шестрем Швеція                                                                                       | 53.61      | Брітта Штеффен Німеччина                                                                                   | 54.15    | Даніела Шрайбер Німеччина                                                                                   | 54.41      |
| 200 м вільним стилем            | Федеріка Пеллегріні Італія                                                                                | 1:56.76    | Зільке Ліппок Німеччина                                                                                    | 1:58.19  | Офелі-Сірієлль Етьєн Франція                                                                                | 1:58.23    |
| 400 м вільним стилем            | Коралі Балмі Франція                                                                                      | 4:05.31    | Мірея Бельмонте Іспанія                                                                                    | 4:05.45  | Офелі-Сірієлль Етьєн Франція                                                                                | 4:07.47    |
| 800 м вільним стилем            | Богларка Капаш Угорщина                                                                                   | 8:26.49    | Коралі Балмі Франція                                                                                       | 8:27.79  | Ева Рістов Угорщина                                                                                         | 8:27.87    |
| 1500 м вільним стилем           | Мірея Бельмонте Іспанія                                                                                   | 16:05.34   | Ева Рістов Угорщина                                                                                        | 16:10.04 | Еріка Вільяесіха Гарсія Іспанія                                                                             | 16:15.85   |
|                                 | |            | |          | |            |
| 50 м на спині                   | Мерседес Періс Іспанія                                                                                    | 28.25      | Аріанна Барб'єрі Італія Саня Йованович Хорватія                                                            | 28.31    | не вручали                                                                                                  | не вручали |
| 100 м на спині                  | Дженні Менсінг Німеччина                                                                                  | 1:00.08    | Аріанна Барб'єрі Італія                                                                                    | 1:00.54  | Сімона Кубова Чехія                                                                                         | 1:00.57    |
| 200 м на спині                  | Алексіанна Кастель Франція                                                                                | 2:08.41    | Дженні Менсінг Німеччина                                                                                   | 2:09.55  | Дуане Да Роча Іспанія                                                                                       | 2:09.56    |
|                                 | |            | |          | |            |
| 50 м брасом                     | Петра Хоцова Чехія                                                                                        | 31.25      | Сісеріка Макмен Ірландія                                                                                   | 31.27    | Кароліне Рунау Німеччина                                                                                    | 31.35      |
| 100 м брасом                    | Сара Певе Німеччина                                                                                       | 1:07.33    | Дженні Юханссон Швеція                                                                                     | 1:07.85  | Маріна Гарсія Іспанія                                                                                       | 1:07.91    |
| 200 м брасом                    | Сара Норденстам Норвегія                                                                                  | 2:26.91    | Ірина Новікова Росія                                                                                       | 2:27.25  | Сара Певе Німеччина                                                                                         | 2:27.80    |
|                                 | |            | |          | |            |
| 50 м батерфляєм                 | Сара Шестрем Швеція                                                                                       | 25.64      | Трійн Альянд Естонія                                                                                       | 25.92    | Інгвілд Снілдал Норвегія                                                                                    | 26.12      |
| 100 м батерфляєм                | Інгвілд Снілдал Норвегія                                                                                  | 58.04      | Мартіна Гранстрем Швеція                                                                                   | 58.07    | Аміт Іврі Ізраїль                                                                                           | 58.78      |
| 200 м батерфляєм                | Катінка Хоссу Угорщина                                                                                    | 2:07.28    | Жужанна Якабош Угорщина                                                                                    | 2:07.86  | Мартіна Гранстрем Швеція                                                                                    | 2:08.22    |
|                                 | |            | |          | |            |
| 200 м комплексом                | Катінка Хоссу Угорщина                                                                                    | 2:10.84    | Софі Аллен Велика Британія                                                                                 | 2:11.49  | Евелін Веррасто Угорщина                                                                                    | 2:11.63    |
| 400 м комплексом                | Катінка Хоссу Угорщина                                                                                    | 4:33.76    | Жужанна Якабош Угорщина                                                                                    | 4:35.68  | Барбора Завадова Чехія                                                                                      | 4:38.07    |
|                                 | |            | |          | |            |
| Естафета 4×100 м вільним стилем | Німеччина Брітта Штеффен (54.21) Зільке Ліппок (55.07) Ліза Фіттінг (55.33) Даніела Шрайбер (53.37)       | 3:37.98    | Швеція Іда Марко-Варга (55.66) Мішель Колеман (54.08) Сара Шестрем (54.04) Габріелла Фагундес (54.62)      | 3:38.40  | Італія Аліса Міццау (55.14) Федеріка Пеллегріні (54.29) Еріка Буратто (55.50) Еріка Ферраіолі (54.91)       | 3:39.84    |
| Естафета 4×200 м вільним стилем | Італія Аліса Міццау (1:58.67) Аліче Несті (1:59.50) Ділетта Карлі (1:59.40) Федеріка Пеллегріні (1:55.33) | 7:52.90    | Угорщина Жужанна Якабош (1:58.43) Евелін Веррасто (1:59.02) Агнеш Мутіна (1:58.52) Катінка Хоссу (1:58.73) | 7:54.70  | Словенія Сара Ісакович (1:59.06) Аня Клінар (1:59.23) Урша Бежан (1:59.98) Мойка Сагмейстер (2:01.46)       | 7:59.73    |
|                                 | |            | |          | |            |
| Естафета 4×100 м комплексом     | Німеччина Дженні Менсінг (1:00.51) Сара Певе (1:07.44) Александра Венк (57.74) Брітта Штеффен (52.74)     | 3:58.43 CR | Італія Аріанна Барб'єрі (1:00.83) К'яра Боджатто (1:08.51) Іларія Біанкі (57.45) Аліса Міццау (55.13)      | 4:01.92  | Швеція Тереза Свендсен (1:03.34) Йоліна Хестман (1:08.54) Мартіна Ґрандстрем (58.46) Наталі Лінбурґ (55.24) | 4:05.58    |

### Таблиця медалей
| Місце               | Країна              | Золото | Срібло | Бронза | Загалом |
| ------------------- | ------------------- | ------ | ------ | ------ | ------- |
| 1                   | Угорщина            | 9      | 10     | 7      | 26      |
| 2                   | Німеччина           | 8      | 6      | 3      | 17      |
| 3                   | Італія              | 6      | 8      | 4      | 18      |
| 4                   | Франція             | 4      | 4      | 3      | 11      |
| 5                   | Іспанія             | 3      | 1      | 3      | 7       |
| 6                   | Швеція              | 2      | 4      | 2      | 8       |
| 7                   | Норвегія            | 2      | 0      | 1      | 3       |
| 8                   | Греція              | 1      | 0      | 5      | 6       |
| 9                   | Ізраїль             | 1      | 0      | 4      | 5       |
| 10                  | Чехія               | 1      | 0      | 2      | 3       |
| 11                  | Словенія            | 1      | 0      | 1      | 2       |
| 12                  | Польща              | 1      | 0      | 0      | 1       |
| 12                  | Сербія              | 1      | 0      | 0      | 1       |
| 14                  | Велика Британія     | 0      | 2      | 0      | 2       |
| 15                  | Україна             | 0      | 1      | 2      | 3       |
| 16                  | Росія               | 0      | 1      | 1      | 2       |
| 17                  | Ірландія            | 0      | 1      | 0      | 1       |
| 17                  | Естонія             | 0      | 1      | 0      | 1       |
| 17                  | Нідерланди          | 0      | 1      | 0      | 1       |
| 17                  | Хорватія            | 0      | 1      | 0      | 1       |
| 21                  | Австрія             | 0      | 0      | 1      | 1       |
| 21                  | Білорусь            | 0      | 0      | 1      | 1       |
| 21                  | Румунія             | 0      | 0      | 1      | 1       |
| Загалом (23 збірні) | Загалом (23 збірні) | 40     | 41     | 41     | 122     |

## Стрибки у воду

### Результати

#### Чоловіки
| Дисципліна               | Золото                               | Золото | Срібло                               | Срібло | Бронза                                         | Бронза |
| ------------------------ | ------------------------------------ | ------ | ------------------------------------ | ------ | ---------------------------------------------- | ------ |
| Трамплін, 1 м            | Ілля Кваша Україна                   | 430.50 | Євген Кузнецов Росія                 | 412.65 | Меттью Россе Франція                           | 403.95 |
| Трамплін, 3 м            | Меттью Россе Франція                 | 504.00 | Патрік Гаусдінґ Німеччина            | 502.75 | Ілля Захаров Росія                             | 493.80 |
| Синхронний трамплін, 3 м | Євген Кузнецов Ілля Захаров Росія    | 445.92 | Патрік Гаусдінґ Штефан Фек Німеччина | 433.68 | Олексій Пригоров Ілля Кваша Україна            | 432.48 |
| Вишка, 10 м              | Том Дейлі Велика Британія            | 565.05 | Віктор Мінібаєв Росія                | 515.40 | Гліб Гальперін Росія                           | 511.55 |
| Синхронна вишка, 10 м    | Саша Кляйн Патрік Гаусдінґ Німеччина | 463.08 | Ілля Захаров Віктор Мінібаєв Росія   | 458.07 | Олександр Бондар Олександр Горшковозов Україна | 437.79 |

#### Жінки
| Дисципліна               | Золото                                 | Золото | Срібло                                   | Срібло | Бронза                                 | Бронза |
| ------------------------ | -------------------------------------- | ------ | ---------------------------------------- | ------ | -------------------------------------- | ------ |
| Трамплін, 1 м            | Анна Ліндберґ Швеція                   | 301.35 | Таня Каньотто Італія                     | 281.30 | Надія Бажина Росія                     | 275.15 |
| Трамплін, 3 м            | Анна Ліндберґ Швеція                   | 342.75 | Уші Фрайтаг Німеччина                    | 321.40 | Олена Федорова Україна                 | 315.00 |
| Синхронний трамплін, 3 м | Франческа Даллапе Таня Каньотто Італія | 325.50 | Ганна Письменська Олена Федорова Україна | 302.10 | Катя Діков Уші Фрайтаг Німеччина       | 296.70 |
| Вишка, 10 м              | Юлія Прокопчук Україна                 | 321.55 | Ноемі Баткі Італія                       | 315.60 | Марія Курйо Німеччина                  | 312.65 |
| Синхронна вишка, 10 м    | Тоня Коуч Сара Берроу Велика Британія  | 319.56 | Вікторія Потєхіна Юлія Прокопчук Україна | 310.68 | Нора Субшінскі Крістін Штоєр Німеччина | 303.93 |

#### Командні змагання
| Дисципліна        | Золото                         | Золото | Срібло                                  | Срібло | Бронза                           | Бронза |
| ----------------- | ------------------------------ | ------ | --------------------------------------- | ------ | -------------------------------- | ------ |
| Командні змагання | Одрі Лабо Меттью Россе Франція | 416.50 | Олена Федорова Олександр Бондар Україна | 387.85 | Надія Бажина Артем Чесаков Росія | 384.30 |

### Таблиця медалей
| Місце               | Країна              | Золото | Срібло | Бронза | Загалом |
| ------------------- | ------------------- | ------ | ------ | ------ | ------- |
| 1                   | Україна             | 2      | 3      | 3      | 8       |
| 2                   | Франція             | 2      | 0      | 1      | 3       |
| 3                   | Велика Британія     | 2      | 0      | 0      | 2       |
| 3                   | Швеція              | 2      | 0      | 0      | 2       |
| 5                   | Росія               | 1      | 3      | 4      | 8       |
| 6                   | Німеччина           | 1      | 3      | 3      | 7       |
| 7                   | Італія              | 1      | 2      | 0      | 3       |
| Загалом (7 збірних) | Загалом (7 збірних) | 11     | 11     | 11     | 33      |

## Синхронне плавання

### Результати
| Дисципліна | Золото | Золото | Срібло | Срібло | Бронза | Бронза |
| ---------- | --- | ------ | --- | ------ | --- | ------ |
| Соло       | Наталія Іщенко Росія | 97.810 | Тіна Фуентес Іспанія | 95.900 | Лоліта Ананасова Україна | 92.250 |
| Дуети      | Наталія Іщенко Світлана Ромашина Росія | 97.860 | Она Карбонелл Тіна Фуентес Іспанія | 95.980 | Дар'я Юшко Ксенія Сидоренко Україна | 92.950 |
| Групи      | Клара Басьяна Альба Кабельйо Она Карбонелл Маргаліда Креспі Тіна Фуентес Таїс Енрікес Паула Кламбург Ірен Монтруккіо Іспанія                       | 96.210 | Лоліта Ананасова Дар'я Юшко Ганна Клименко Ольга Кондрашова Олександра Сабада Катерина Садурська Ксенія Сидоренко Анна Волошина Україна                                   | 93.660 | Федеріка Белларія Еліса Боццо Камілла Каттенео Маніла Фламіні Джулія Лапі Марія Анджела Перрупато Бенедетта Ре Сара Сгарці Італія                               | 90.530 |
| Комбінація | Клара Басьяна Альба Кабельйо Клара Камачо Она Карбонелл Маргаліда Креспі Тіна Фуентес Таїс Енрікес Паула Кламбург Ірен Монтруккіо Лая Понс Іспанія | 95.600 | Лоліта Ананасова Олена Гречихіна Дар'я Юшко Ганна Хмельницька Ганна Клименко Ольга Кондрашова Олександра Сабада Катерина Садурська Ксенія Сидоренко Анна Волошина Україна | 93.420 | Федеріка Белларія Еліса Боццо Беатріче Каллегарі Камілла Каттенео Лінда Черруті Франческа Деідда Маніла Фламіні Бенедетта Ре Даліла Ск'єзаро Сара Сгарці Італія | 90.440 |

### Таблиця медалей
| Місце              | Країна             | Золото | Срібло | Бронза | Загалом |
| ------------------ | ------------------ | ------ | ------ | ------ | ------- |
| 1                  | Іспанія            | 2      | 2      | 0      | 4       |
| 2                  | Росія              | 2      | 0      | 0      | 2       |
| 3                  | Україна            | 0      | 2      | 2      | 4       |
| 4                  | Італія             | 0      | 0      | 2      | 2       |
| Загалом (4 збірні) | Загалом (4 збірні) | 4      | 4      | 4      | 12      |